# 谢昭容
谢昭容（?—?），中国南北朝南朝宋孝武帝刘骏的妃嫔，被封为昭容。谢昭容号称景宁园昭容。
谢昭容在南朝宋大明元年（457年），生刘骏第十一子刘子真，後生刘骏第二十四子刘子雍。大明七年（463年）生刘骏第二十七子刘子嗣。宋孝武帝把东平王刘子嗣过继给宋文帝第十六子刘休倩。刘休倩生母颜美人性理严酷，宋明帝泰始二年（466年），景宁园谢昭容上表认为颜美人不能好好抚养刘子嗣，请求取消过继，复还本宗。宋明帝准许。但是同年将刘子嗣赐死，时年四岁。